# Боньяски, Реми
Реми Кеннет «Летучий Джентльмен» Боньяски (англ. Remy Kenneth Bonjasky, род. 10 января 1976 года, Парамарибо, Суринам) — один из лучших кикбоксеров мира, трёхкратный чемпион K-1 (в 2003, 2004 и 2008 годах) и победитель других международных соревнований по кикбоксингу.

## Биография
Родился в Суринаме, затем в возрасте пяти лет переехал в Нидерланды. Первым увлечением Реми стал футбол, однако из-за серьёзной травмы он был вынужден отказаться от возможной карьеры футболиста. В 18 лет пошёл в спортивную секцию «Муай-тай», где с огромным желанием посещал тренировки.

## Карьера

### Начало
Свой первый бой Боньяски провёл уже через год, в 19 лет против известного голландского бойца ММА Валентейна Оверема. Реми выиграл техническим нокаутом. С того момента он бросил работу системного оператора и всё своё время посвятил тренировкам.

### Профессиональная карьера
6 декабря 2003 года в Токио, Япония, во время Мирового Гран-при К-1 2003, Боньяски встретился в четвертьфинале с австралийским бойцом Питером «Вождём» Грэмом. В нашумевшем бою Реми одержал победу техническим нокаутом в первом раунде. После, в полуфинале, Кирилл Абиди пал жертвой удара коленом «Летучего Джентльмена». После чего Реми не остановился и расправился с Мусаси, победив в финале единогласным решением судей, и таким образом стал чемпионом мира K-1.
В 2004 году он одержал победы над Цуёси Накасако, Франсуа Бота, Азизом Хату и экс-чемпионом по сумо Чадом «Акебоно» Роуэном.
4 декабря 2004 года в Мировом Гран-при К-1 2004 Реми Боньяски, одержав три победы по очкам над Эрнесто Хостом, Франсуа Бота и Мусаси, успешно защитил свой титул чемпиона мира Гран-при К-1.
19 ноября 2005 года Реми Боньяски выступил в финальной части Мирового Гран-при К-1 2005, в Токио, чтобы защитить свой титул чемпиона в третий раз подряд, но был нокаутирован ударом колена Сэмми Схилта в полуфинале турнира.
В 2006 году после развода и смены тренерского состава, он вернулся в финальную часть Мирового Гран-при К-1 2006. В четвертьфинале, в бою против немецкого бойца Стефана Леко, Боньяски получил в первом раунде 2 мощных удара в пах, вследствие чего бой был отложен на 30 минут. Когда схватка возобновилась, Боньяски смог одержать победу по очкам. Однако из-за травмирования паха он был вынужден сняться с соревнований, и его заменил Петер Артс.